# Wyścig o kasę
Wyścig o kasę (oryg. Crazy Race) – niemiecka komedia sensacyjna z 2003 roku. Film emitowany był w stacji TVP 1. Wyprodukowano dwie kolejne części.

## Obsada
- Kai Lentrodt – Marc
- Dolly Buster – Dolly
- Dirk Bach – Boris
- Julia Stinshoff – Andrea
- Carolin Imcke – Tina
- Gennadi Vengerov – Tsintatse
- Monty Arnold – Tom

## Produkcja
Zdjęcia kręcono w Essen.